# Collet de Llebre

El Collet Collet de Llebre, respecte del terme de Granera

El Collet de Llebre, o Coll de Llebre, és una collada situada a 802,9 m d'altitud en el terme municipal de Granera, a la comarca del Moianès.
Està situat al nord-nord-est del Barri del Castell i al nord-oest del Barri de Baix, a prop i al sud-oest del Pedró i a l'extrem sud-est de la Carena de Caldat. És també al costat nord-est del Serrat de les Forques. S'hi origina, cap al nord, el torrent del Girbau.
Era el lloc de pas obligat de l'antic camí ral que unia els castells de Calders i de Granera.